# Retter des Rock Records
Retter des Rock Records ist ein Plattenlabel, das bevorzugt Bands aus den Genres Singer-Songwriter, Indie-Pop, Indie-Rock und Punk unter Vertrag nimmt und verlegt.
Gegründet wurde das Label von dem studierten Musiker Tommy Finke, der dort 2004 zuerst eine Single und dann 2007 sein Debütalbum Repariert, was Euch kaputt macht! veröffentlichte. Unterstützung erhielt er von der Initiative Musik und der Volkswagen Sound Foundation. Ab 2011 folgten Veröffentlichungen von anderen Künstlern, zuerst Captain’s Diary, dann u. a. Blenden (2018) und Pele Caster (2020).

## Veröffentlichungen (Auswahl)
- LILOU – Oh, wir verschwinden (EP, 2023)[2]
- Fee Badenius – Superheldenteam[3]
- Blenden – Blenden (Mini-Album, 2018)
- Pele Caster – Hulk (EP, 2020)
- Captain’s Diary – Als Munition die Illusion (2014)
- Tommy Finke – Ein Herz Für Anarchie (2017)
- Spaceman Spiff – Bodenangst (2009)[4]